# Public Interest Design
Public Interest Design ist ein Paradigma in der Designausbildung, -forschung und -praxis. Es stellt die Orientierung am Gemeinwohl sowie die Beteiligung von Designern an Projekten zur Gestaltung öffentlicher Interessen, zur Gestaltung im Interesse des Gemeinwesens, zur Gestaltung des öffentlichen Raums und zur Gestaltung von sich digital transformierenden Öffentlichkeiten in den Mittelpunkt.

## Beschreibung
In Deutschland wurde dieses Designparadigma als ein erweitertes Verständnis von Kommunikations- und Mediendesign mit der Einrichtung des Masterstudiengangs Public Interest Design an der Bergischen Universität Wuppertal im Wintersemester 2016/2017 etabliert. In engem Zusammenhang mit diesem auf gesellschaftspolitische Relevanz zielenden Designverständnis stehen die Begriffe Social Design, Sozio-Design, Design Activism, Co-Design und Transformationsdesign. Der deutsche Soziologe Andreas Reckwitz diagnostiziert in seinem 2018 veröffentlichten Buch Die Gesellschaft der Singularitäten  seit den 1970er Jahren eine „Krise des Allgemeinen“ und sieht in der Arbeit an der Universalität, an den allgemein verbindlichen Normen und gemeinsam geteilten Gütern eine neue politische Daueraufgabe.
In den USA wird der Begriff Public Interest Design seit den 1990er Jahren meist im Kontext von partizipatorischen Architekturprojekten verwendet, in denen die soziale und ökologische Nachhaltigkeit im Mittelpunkt steht.